# 소세양
소세양(蘇世讓, 1486년 ~ 1562년)은 조선 중기의 문신이다. 본관은 진주, 호는 언겸, 자는 양곡이다.

## 생애
중종 때 문과에 급제하여 전경, 기사관, 부수찬, 검토관, 수찬, 정언, 시독관, 지평, 이조정랑, 점마별감, 장악원첨정, 장령 등을 지냈고 평안도 경차관으로 외직에 나갔다가 돌아와서 사인, 참시관, 시독관, 시강원보덕, 사간, 문사관, 집의, 전한 등을 지내고 1521년에 홍문관직제학이 되었으며 종사관에도 임명되었다. 이후 선위사로 명나라에 다녀왔으며 1522년에 당상관으로 승진하여 좌부승지가 되었다. 이후 우승지로 참찬관을 겸했으며 황해도관찰사로 외직에 나갔다가 돌아와서 이조참의가 되었다. 그러다가 1527년에는 다시 전주부윤으로 외직에 나갔고 다시 예조참판으로 내직에 돌아와서 전라도관찰사로 외직에 나갔다가 돌아와서 형조참판이 되었다. 그러다가 충청도수군절도사에 제수되어 다시 외직에 나가게 되었다. 그 뒤 예조참판을 거쳐서 충청도관찰사에 제수되었다. 그 뒤 한성부판윤을 거쳐서 공조판서가 되었고 이후 형조판서, 예조판서로 특진관을 겸했다. 그 이후 형조판서, 호조판서를 하면서 연위사로 중국에 다녀왔고 이후 병조판서가 되어서 상시관을 겸직했다. 이후 이조판서에 제수되었으며 그 이후 중종의 총애를 받아서 우찬성이 되었다. 이후 좌찬성을 하다가 대제학을 거쳐서 다시 이조판서로 임명된다. 그 이후 다시 좌찬성에 임명되었다가 판중추부사를 거쳐서 형조판서가 된다. 인종 즉위 후 윤임 일파의 탄핵으로 좌천되지만, 명종 즉위 후 을사사화 때 윤임 일파를 몰아내는 데 공을 세워 다시 좌찬성이 된다. 그 뒤 은퇴하여 익산으로 이주하였다.

## 일화
매우 뛰어난 명학자였으며, 황진이와의 일화가 전한다.